# 文中子中説
『文中子 中説』（ぶんちゅうし ちゅうせつ）は、中国・隋代の儒学者である王通と、その門弟子たちとの対話を記録したとされる書物である。10巻。
各巻が、
1. 王道
2. 天地
3. 事君
4. 周公
5. 問易
6. 礼楽
7. 述史
8. 魏相
9. 立命
10. 関朗

の各編に相当する。
本書は、孔子の門下、孔門における『論語』に擬えて蒐集記録されたものである。11世紀初頭、北宋の阮逸の手になる注が施され、王通の門人である杜淹の撰とされる『文中子世家』を附している。
ただ、通行本には、時代錯誤に当たる記述が見られるなど、問題が多く、阮逸撰述説まで現れるに至った。しかしながら、王通は実在の人物であり、本書は『新唐書』「芸文志」に、全5巻として著録されている。